# Airline Deregulation Act

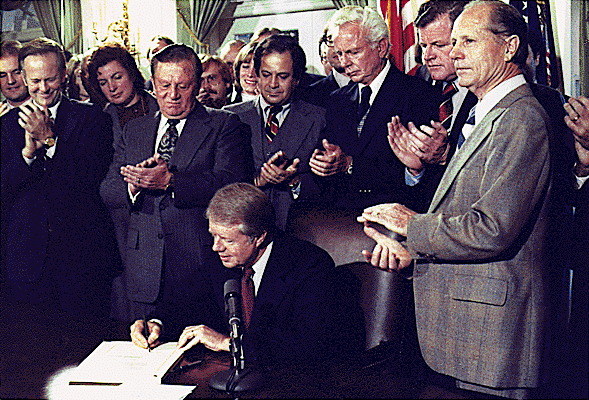
Le président des États-Unis Jimmy Carter signant le décret en octobre 1978.

Le Airline Deregulation Act est une loi américaine de dérégulation du transport aérien commercial, signé par le président des États-Unis Jimmy Carter le 24 octobre 1978. Elle abolit le Civil Aeronautics Board (en), institution de régulation créé en 1938, et promeut la libre entrée dans le transport aérien et la liberté des prix, sans toucher aux prérogatives sécuritaires de la Federal Aviation Administration (FAA).